# Turms
Turms è una divinità etrusca (Dio dei viaggi e del commercio), ed è l'equivalente etrusco del dio greco Ermes e del dio romano Mercurio, essendo egli sia dio del commercio che messaggero tra gli uomini e gli dei. Condivide con loro anche gli stessi elementi che contraddistinguono sia Hermes che Mercurio: un caduceo, un petaso e dei sandali alati.
La sua effigie è stata ritrovata su numerosi specchi, bronzetti, rilievi in terracotta e monete etrusche.